# 櫻井孝一
櫻井孝一（さくらい こういち、1930年-2021年）は、日本の法学者。専門は、破産法・民事訴訟法。学位は、法学博士（早稲田大学）。早稲田大学名誉教授。中村宗雄門下。神奈川県川崎市生まれ、大阪市育ち。

## 来歴
1954年早稲田大学第一法学部卒業、1961年早稲田大学大学院法学研究科博士課程修了、1963年早稲田大学法学部専任講師、1965年早稲田大学法学部助教授を経て、1970年早稲田大学法学部教授。また、1986年から1990年まで早稲田大学法学部長。2000年日本学術会議会員、2001年早稲田大学定年退職。同名誉教授。日本大学大学院法学研究科客員講師（-2004年）。

## 学内・学外兼職
- 旧司法試験第二次試験考査委員（1992年-1996年）
- 日本民事訴訟法学会監事（1992年-1995年）
- 第一東京弁護士会資格審査会委員
- 参議院法務委員会調査室客員調査員

## 在外研究等
- レーゲンスブルク大学（ドイツ）客員研究員（1980年-1981年）

## 著書
- 『執行訴訟・破産訴訟・その他』（日本評論社 1970年）
- 『民事訴訟法』（住吉博と共編　日本評論社 1980年）
- 『破産法（演習ノート）』（編著　法学書院 1982年初版/2010年第5版）
- 『民事訴訟法（争点ノート）』（編著　法学書院 1997年初版/2003年改訂第2版）